# Gan Le'ummi H̱aẕor
Gan Le'ummi H̱aẕor (hebreiska: גן לאומי חצור) är en nationalpark i Israel. Den ligger i distriktet Norra distriktet, i den norra delen av landet.